# 샌 주니페로
샌 주니페로(San Junipero)는 영국 SF 선집 TV 시리즈 블랙 미러(Black Mirror)의 3번째 시즌중 4번째 에피소드이다. 찰리 브루커(Charlie Brooker)가 쓰고 오웬 해리스(Owen Harris)가 감독을 맡은 이 영화는 2016년 10월 21일 넷플릭스(Netflix)에서 방영되었으며 시즌3의 나머지 에피소드들과 함께 방영되었다.

## 에피소드
에피소드는 매우 내향적인 요르키(Yorkie , 매켄지 데이비스(Mackenzie Davis)분)가 아주 외향적인 켈리(Kelly , 구구 음바타로(Gugu Mbatha-Raw)분)를 만나는 샌 주니페로(San Junipero)라는 해변 휴양지 마을을 배경으로 한다. 이 마을은 터커회사(TCKR systems,TUCKER'S)가 제공하는 가상 현실에 기반하고 있다. 샌주니페로(San Junipero)는 블랙미러(Black Mirror)의 시리즈 3을 위해 작성된 첫 번째 에피소드이다. 초기 초안은 가상현실 향수체험요법(immersive nostalgia therapy)을 기반으로하며 1980년대 시대 작품으로 설계되었다. 첫 번째 대본은 이성애 커플에 관한 것이었고 불행한 결말이었다. 최종 버전은 동성 커플에 관한 것이었고 1980년대와 2002년대까지 시간대가 확장되었으며 결말은 샌주니페로인으로 인격성이 부여됨으로써 해피 엔딩을 표현하고있다. 촬영은 몇 주에 걸쳐 런던(London)과 케이프 타운(Cape Town)에서 진행되었다. 사운드 트랙은 1980년대 노래와 클린트 맨셀(Clint Mansell)의 오리지널 악보를 엮었다.

## 같이 보기
- 얼터드 카본